# Hays, Kansas
Hays là một thành phố thuộc quận Ellis, tiểu bang Kansas, Hoa Kỳ. Năm 2010, dân số của xã này là 20510 người.

## Dân số
Dân số các năm:
- Năm 2000: 20013 người
- Năm 2010: 20510 người